# Franco Cittadino
Franco Cittadino (Catanzaro, 12 dicembre 1948) è un allenatore di calcio ed ex calciatore italiano, di ruolo attaccante.

## Carriera

### Giocatore
Inizia nel settore giovanile del Catanzaro (squadra della sua città natale), della cui prima squadra rimane in rosa per una stagione (la 1969-1970), in Serie B; successivamente ha giocato con la Vibonese (in Promozione dalla stagione 1970-1971 alla stagione 1972-1973, in Serie D nella stagione 1973-1974, con 15 presenze in quest'ultima categoria); in particolare, nel 1973 realizza due reti negli spareggi con Morrone Cosenza e Paolana, decisivi per la promozione in Serie D. Nelle stagioni 1974-1975 e 1975-1976 ha poi giocato nel campionato calabrese di Promozione col Tropea.

### Allenatore
Nella stagione 1985-1986 ha allenato la Palmese, squadra calabrese militante nel Campionato Interregionale.
Nella stagione 1994-1995 è vice allenatore di Fausto Silipo all'Acireale, in Serie B; negli anni seguenti ha continuato da vice di Silipo (suo ex compagno di squadra alle giovanili del Catanzaro), con Cosenza (Serie B), Cremonese (Serie B), Siena (Serie C1), Crotone (Serie C1); in precedenza avevano collaborato anche a Catanzaro (in Serie B, nella stagione 1989-1990) e Licata (in Serie C1, nella stagione 1990-1991). Nel finale della stagione 1999-2000 è preparatore atletico alla Juve Stabia, in Serie C1, ancora con Silipo allenatore, retrocedendo con la squadra in Serie C2.
Dal 2002 al 2006 ha allenato le giovanili del Catanzaro; nelle ultime 5 gare della stagione 2005-2006 è stato allenatore della squadra, ottenendo 5 sconfitte, arrivando ultimo in classifica in Serie B. L'anno seguente ha vinto il campionato calabrese di Promozione col Cutro; nella stagione 2007-2008 è vice di Silipo al Catanzaro in Serie C2; dopo un mese, in attesa d'individuare il sostituto dell'esonerato Silipo, gli è affidata temporaneamente la prima squadra; il 22 gennaio 2008 dopo la sconfitta casalinga col Real Marcianise è a sua volta esonerato e sostituito da Agatino Cuttone, lasciando così il club calabrese dopo complessive 16 partite di campionato durante la stagione. Nella stagione 2009-2010 è poi allenatore della Berretti del Catanzaro, con cui conclude il campionato al quart'ultimo posto in classifica.
Nel 2012 è diventato allenatore del Montepaone, in Promozione calabrese; si è però dimesso prima d'inizio campionato per alcune divergenze con la dirigenza sul modo in cui era stato gestito il mercato estivo. Nella stagione 2012-2013 è stato per 2 mesi e mezzo preparatore atletico del Matera, in Serie D, venendo poi esonerato insieme all'allenatore Fausto Silipo.
Il 22 gennaio 2014 è tornato sulla panchina del Cutro, nel campionato calabrese di Promozione, subentrando in una squadra che si trovava al secondo posto in classifica; chiude la stagione con la vittoria del campionato, con conseguente promozione in Eccellenza. A fine campionato lascia il Cutro. Nella stagione 2017-2018 è responsabile dell'area scouting del Catanzaro, insieme a Federico Camerino.

## Palmarès

### Giocatore

#### Competizioni regionali
- Promozione: 1

Vibonese: 1972-1973

### Allenatore

#### Competizioni regionali
- Promozione: 2

Cutro: 2006-2007, 2013-2014